# EX風林火山
EX風林火山（イーエックスふうりんかざん）は、競技麻雀のチーム対抗戦のナショナルプロリーグ・Mリーグのチーム。テレビ朝日がオーナー企業となり、2018年に設立された。

## 概要
チーム名の由来は、武田信玄が用いた軍旗に書されたとされる風林火山に親会社のテレビ朝日のコールサインである「EX」から。孫子の兵法である「疾如風、徐如林、侵掠如火、不動如山」をテーマを掲げており、過去には選手の4連闘などの奇抜な戦略も見受けられた。オフシーズンには後述する「IKUSA」と呼ばれる新選手のオーディションを兼ねた独自の大会を開催している。

## 略歴
2018年8月7日に行われた第1回Mリーグドラフト会議において、1巡目に女流トップクラスの人気・実力を誇る二階堂亜樹、2巡目に王位連覇などの実績を持つ滝沢和典、3巡目に鳳凰位獲得の経験があり現役A1リーガーでもある勝又健志と、同じ日本プロ麻雀連盟所属かつ同世代の選手を指名した。
2018-19シーズン
レギュラーシーズンでは、近年不調に苦しんでいた滝沢がラス回避率1位・個人スコア2位、さらには役満・大三元を和了るなど復活を果たした。他の2選手も、ラス回避率で二階堂が2位、勝又が3位タイとなるなど、全員が安定感のある麻雀を見せ、首位でファイナルシーズンに進出。しかし、ファイナルシーズンでは、ポイントをマイナスしてしまい、赤坂ドリブンズに逆転優勝を許した。
2019-20シーズン
レギュラーシーズン前半サクラナイツと首位争いを繰り広げたが、12月に17戦ノートップを含む全体的な不調に苦しみボーダー付近まで転落、年が明けてもポイントを積み重ねられず、2月には更に300ポイントを溶かしドリブンズと入れ替わる形で最下位まで転落。最終的には前年度個人スコア2位だった滝沢が25位、二階堂にいたっては28位という低迷が響き、7位に200ポイント差をつけた8位で敗退した。
2020-21シーズン
シーズンを前に監督の藤沢が「ファイナルで3位以内に入らなければ選手の入れ替えを実施する」ことを宣言。レギュラーシーズン前半は亜樹が200ptを稼ぐ活躍で首位をキープし続けるが、年明けからチーム全員が不調に陥り、12月終了時点で積み重ねた400ポイント以上の貯金を全て使い果たしてしまう。あわやボーダー争いに巻き込まれるところであったが、レギュラーシーズンを4位で通過した。
セミファイナル前にはシーズン前の「入れ替え実施」宣言についての具体的な方針が示され、「セミファイナル敗退時には全員入れ替え」「4位入賞の際にはレギュラーシーズンからファイナルまでの対局成績を数値化し最低値となった1人を入れ替え」とするチーム方針が示された。また4人目のメンバー追加も発表され、この4人目については団体を問わず候補者を集めオーディション大会を実施し、優勝者には2021-22シーズンのドラフト会議で指名することを発表した。
セミファイナルでは滝沢が3トップを獲る活躍を見せ、最終日までボーダーラインとはいえ比較的安全な位置にいたが、最終日第1戦の滝沢がラス。第2戦は2位以上が必須の条件戦となるが、セミファイナルで低迷していた勝又の活躍で条件をクリアし2年ぶりのファイナル進出。ファイナルでは初日2トップから2日目2ラスという状況で3位につけ、3日目4日目はそれぞれ1トップずつ(もう1戦はそれぞれ4着・3着)という状況から5日目に連闘した勝又が躍進し2連勝で首位浮上。最終日にも勝又が連闘し、1戦目にて個人4連勝目(ファイナル中では5勝目)を挙げて2位以下を大きく引き離すと、2戦目を2着で終了し、悲願の優勝を果たした。
シーズン終了後、「今シーズン優勝できたら、新たな挑戦をするためにチームを抜けよう」と考えていたという滝沢が契約を更新せず退団。
2021-22シーズン
ドラフト会議ではオーディションにて優勝を勝ち取った松ヶ瀬隆弥を指名。チームとしては「完全に想定外だった」という滝沢退団により空いたもう一名については「人気の柱を持ってこないといけない」との考えから、オーディションの次点ではなく、プロクイーン2期や最強位1期を持ち、亜樹の実姉である二階堂瑠美を指名した。なお、風林火山を退団した滝沢はドラフト会議でKONAMI麻雀格闘倶楽部から指名され、同チームに移籍した。
レギュラーシーズン序盤は300ポイント以上を稼ぎ個人首位を独走する勝又を筆頭に、チーム全員がプラスする理想の展開で一時600ポイント以上の貯金を積み上げた。12月には勝又・瑠美の大失速やチーム全体でトップが取れない展開が続き100ポイント台まで減らしてしまうものの、年明けから松ヶ瀬が着実にトップを重ね一時個人2位まで浮上する活躍を見せ、結果チームは4位でレギュラーシーズンを通過した。しかしセミファイナルでは松ヶ瀬の新型コロナウイルスへの感染や勝又の大不調で早々にポイントを減らしてしまい、最終日に連勝かつ大トップ条件が残った。松ヶ瀬・勝又で連勝するものの、4位のフェニックスに届かず5位でセミファイナル敗退となった。
2022-23シーズン
レギュラーシーズン序盤はトップが取れない展開が続き一時最下位まで転落するものの、11月序盤の3連勝をきっかけに着実にポイントを稼ぎ続け遂には700ポイント台に突入するも、終盤は格闘俱楽部との首位争いに敗れ2位でレギュラーシーズンを通過した。
レギュラーシーズン終盤戦にさしかかる前の2023年1月12日、チーム強化のためのスペシャルスパーリングパートナー (SSP) 選考会『IKUSA』を行うことを明らかにした（詳細後述）。
セミファイナルでは序盤からポイントを減らしたものの、終盤では2度の連勝を決め好調のABEMASを逆転し、1位でセミファイナルを通過し、強制入れ替えのレギュレーション適用を免れる。しかし、ファイナルでは思うようにスコアが伸びず早々に優勝戦線から姿を消し、その後遅れて転落してきた雷電との3位争いを繰り広げるものの、惜しくも敗れ入賞とはならなかった。
2023-24シーズン
11月まで安定したチーム成績で+200pt台を推移していたものの、12月に松ヶ瀬が3ラスを引くと個人成績最下位に沈む逆風が響き、年明けに貯金をすべて使い果たしマイナス域へ下降。逆風は止まらず、2月終盤にはついに最下位に位置してしまう。しかし勝又の個人4連勝や松ヶ瀬の復調でボーダー戦線を抜け出し、最終的にはABEMASを交わし6位でレギュラーシーズンを終える。セミファイナルでは不調だった亜樹の4トップの活躍でチームを牽引し、一時Piratesを交わして1位へ浮上。最終的にはPiratesに首位を譲るものの、20戦10トップかつ全員がポイントをプラスする大記録でファイナルへ進出。しかしファイナルでは一転14戦1トップの大不調で優勝の目がなくなり、最終日の2戦はサクラナイツとの3位争いへ。しかしポイント差を逆転することはできず4位でシーズンを終え、またしても入賞を逃すこととなった。
2024-25シーズン
序盤から勝又以外の3人が大きくマイナスを重ねると、その勝又も徐々に調子を落とし12月には-300pt台を行き来する危機的状況に陥ってしまう。年明けに亜樹が同日連勝を記録すると、1月にはボーダーであった6位サクラナイツが大きくマイナスしたことで、敗退ライン脱出の機会を得るものの、代わってABEMASが大きくポイントを重ね絶好のチャンスを逃してしまう。終盤には勝又の連闘策を多く繰り出すも成果は得られず、最終的には6位と500pt差の-751.3ptでシーズンを終えた。
シーズン終了後、過去2年成績の安定しなかった松ヶ瀬隆弥と、体調不良の続いた二階堂瑠美との契約満了を発表。二階堂瑠美は選手以外の形でチームに残るが、選手の補充を行うため新入団選手オーディションを開催することを明らかにした。
2025-26シーズン
藤沢晴信が監督を退任し、新たに二階堂亜樹が選手兼任として就任した。ドラフト会議ではオーディションにて優勝を勝ち取った永井孝典を指名。もう一名は前シーズンをもってKADOKAWAサクラナイツを退団し、同じくオーディションに参戦していた内川幸太郎を指名し、事実上のチーム移籍となった。

## 所属選手
| 2018-19 | 二階堂亜樹 | 滝沢和典   | 勝又健志 |            |
| 2019-20 | 二階堂亜樹 | 滝沢和典   | 勝又健志 |            |
| 2020-21 | 二階堂亜樹 | 滝沢和典   | 勝又健志 |            |
| 2021-22 | 二階堂亜樹 | 松ヶ瀬隆弥 | 勝又健志 | 二階堂瑠美 |
| 2022-23 | 二階堂亜樹 | 松ヶ瀬隆弥 | 勝又健志 | 二階堂瑠美 |
| 2023-24 | 二階堂亜樹 | 松ヶ瀬隆弥 | 勝又健志 | 二階堂瑠美 |
| 2024-25 | 二階堂亜樹 | 松ヶ瀬隆弥 | 勝又健志 | 二階堂瑠美 |
| 2025-26 | 二階堂亜樹 | 永井孝典   | 勝又健志 | 内川幸太郎 |

## 監督
監督はテレビ朝日ビジネスプロデュース局イベントプロデュースセンター所属の藤沢晴信（1969年生、富山県高岡市出身）。初年度からマネージャーを務めていたが、日本プロ麻雀連盟のプロ資格を取得したことを受け、Mリーグ2020シーズン途中からチームの監督に昇進している。本業のイベントプロデューサーとしても、2023年にテレビ朝日・六本木ヒルズ 夏祭り SUMMER STATIONのイベントとして「麻雀プロ 歌の祭典 Ｍリーガー軍vs歌うまプロ雀士軍 カラオケガチ対決!!」を企画している。
2024-25シーズンのレギュラーシーズン敗退を受けて藤沢が監督を辞任することを明らかにした（チームにはスタッフとして残留）。後任は二階堂亜樹が選手兼任で務める。

## チーム成績

### 総合成績
‎
‎
‎
‎
‎
‎
‎

### レギュラーシーズン
| シーズン | 順位 | 総合   | 選手・得点 | 選手・得点 | 選手・得点 | 選手・得点 | 選手・得点 | 選手・得点 | 選手・得点 | 選手・得点 |
| -------- | ---- | ------ | ---------- | ---------- | ---------- | ---------- | ---------- | ---------- | ---------- | ---------- |
| 2018-19  | 1位  | 281.7  | 滝沢和典   | 314.8      | 勝又健志   | 15.9       | 二階堂亜樹 | ▲49.0      |            |            |
| 2019-20  | 8位  | ▲474.1 | 勝又健志   | 0.5        | 滝沢和典   | ▲188.2     | 二階堂亜樹 | ▲286.4     |            |            |
| 2020-21  | 4位  | ▲108.8 | 滝沢和典   | 2.0        | 二階堂亜樹 | ▲37.5      | 勝又健志   | ▲73.3      |            |            |
| 2021-22  | 4位  | 184.4  | 松ヶ瀬隆弥 | 213.7      | 勝又健志   | 197.1      | 二階堂亜樹 | 49.4       | 二階堂瑠美 | ▲275.8     |
| 2022-23  | 2位  | 586.1  | 勝又健志   | 241.3      | 松ヶ瀬隆弥 | 212.2      | 二階堂瑠美 | 105.1      | 二階堂亜樹 | 27.5       |
| 2023-24  | 5位  | ▲16.6  | 勝又健志   | 404.2      | 二階堂瑠美 | ▲18.8      | 二階堂亜樹 | ▲123.6     | 松ヶ瀬隆弥 | ▲278.4     |
| 2024-25  | 8位  | ▲751.3 | 二階堂亜樹 | 37.9       | 二階堂瑠美 | ▲221.2     | 勝又健志   | ▲242.1     | 松ヶ瀬隆弥 | ▲325.9     |

### セミファイナル
| シーズン | 結果                   | 総合                   | 持越                   | セミファイナル         | 選手・得点             | 選手・得点             | 選手・得点             | 選手・得点             | 選手・得点             | 選手・得点             | 選手・得点             | 選手・得点             |
| -------- | ---------------------- | ---------------------- | ---------------------- | ---------------------- | ---------------------- | ---------------------- | ---------------------- | ---------------------- | ---------------------- | ---------------------- | ---------------------- | ---------------------- |
| 2019-20  | レギュラーシーズン敗退 | レギュラーシーズン敗退 | レギュラーシーズン敗退 | レギュラーシーズン敗退 | レギュラーシーズン敗退 | レギュラーシーズン敗退 | レギュラーシーズン敗退 | レギュラーシーズン敗退 | レギュラーシーズン敗退 | レギュラーシーズン敗退 | レギュラーシーズン敗退 | レギュラーシーズン敗退 |
| 2020-21  | 4位                    | ▲82.9                  | ▲54.4                  | ▲28.5                  | 滝沢和典               | 60.9                   | 二階堂亜樹             | 43.2                   | 勝又健志               | ▲132.6                 |                        |                        |
| 2021-22  | 5位                    | 68.1                   | 92.2                   | ▲24.1                  | 二階堂亜樹             | 40.2                   | 松ヶ瀬隆弥             | 31.1                   | 二階堂瑠美             | ▲45.0                  | 勝又健志               | ▲50.4                  |
| 2022-23  | 1位                    | 290.4                  | 293.1                  | ▲2.7                   | 勝又健志               | 143.2                  | 松ヶ瀬隆弥             | ▲16.1                  | 二階堂瑠美             | ▲21.5                  | 二階堂亜樹             | ▲108.3                 |
| 2023-24  | 2位                    | 512.2                  | ▲8.3                   | 520.5                  | 二階堂亜樹             | 248.0                  | 勝又健志               | 123.1                  | 二階堂瑠美             | 81.2                   | 松ヶ瀬隆弥             | 68.2                   |
| 2024-25  | レギュラーシーズン敗退 | レギュラーシーズン敗退 | レギュラーシーズン敗退 | レギュラーシーズン敗退 | レギュラーシーズン敗退 | レギュラーシーズン敗退 | レギュラーシーズン敗退 | レギュラーシーズン敗退 | レギュラーシーズン敗退 | レギュラーシーズン敗退 | レギュラーシーズン敗退 | レギュラーシーズン敗退 |

### ファイナル
| シーズン | 結果                   | 総合                   | 持越                   | ファイナル             | 選手・得点             | 選手・得点             | 選手・得点             | 選手・得点             | 選手・得点             | 選手・得点             | 選手・得点             | 選手・得点             |
| -------- | ---------------------- | ---------------------- | ---------------------- | ---------------------- | ---------------------- | ---------------------- | ---------------------- | ---------------------- | ---------------------- | ---------------------- | ---------------------- | ---------------------- |
| 2018-19  | 2位                    | 83.0                   | 140.8                  | ▲57.8                  | 二階堂亜樹             | ▲11.5                  | 勝又健志               | ▲12.0                  | 滝沢和典               | ▲34.4                  |                        |                        |
| 2019-20  | レギュラーシーズン敗退 | レギュラーシーズン敗退 | レギュラーシーズン敗退 | レギュラーシーズン敗退 | レギュラーシーズン敗退 | レギュラーシーズン敗退 | レギュラーシーズン敗退 | レギュラーシーズン敗退 | レギュラーシーズン敗退 | レギュラーシーズン敗退 | レギュラーシーズン敗退 | レギュラーシーズン敗退 |
| 2020-21  | 優勝                   | 242.3                  | ▲41.4                  | 283.7                  | 勝又健志               | 274.2                  | 滝沢和典               | 59.5                   | 二階堂亜樹             | ▲50.0                  |                        |                        |
| 2021-22  | セミファイナル敗退     | セミファイナル敗退     | セミファイナル敗退     | セミファイナル敗退     | セミファイナル敗退     | セミファイナル敗退     | セミファイナル敗退     | セミファイナル敗退     | セミファイナル敗退     | セミファイナル敗退     | セミファイナル敗退     | セミファイナル敗退     |
| 2022-23  | 4位                    | ▲150.4                 | 145.2                  | ▲295.6                 | 二階堂亜樹             | ▲4.6                   | 二階堂瑠美             | ▲58.2                  | 松ヶ瀬隆弥             | ▲70.6                  | 勝又健志               | ▲162.2                 |
| 2023-24  | 4位                    | ▲104.3                 | 256.1                  | ▲360.4                 | 二階堂亜樹             | ▲11.6                  | 二階堂瑠美             | ▲67.5                  | 勝又健志               | ▲138.7                 | 松ヶ瀬隆弥             | ▲142.6                 |
| 2024-25  | レギュラーシーズン敗退 | レギュラーシーズン敗退 | レギュラーシーズン敗退 | レギュラーシーズン敗退 | レギュラーシーズン敗退 | レギュラーシーズン敗退 | レギュラーシーズン敗退 | レギュラーシーズン敗退 | レギュラーシーズン敗退 | レギュラーシーズン敗退 | レギュラーシーズン敗退 | レギュラーシーズン敗退 |

## 個人成績

### レギュラーシーズン通算成績
| 選手名     | 半荘 | Pt     | 平均 | 最高点 | 1着率 | 連対率 | 回避率 | 平着 | 1着 | 1.5 | 2着 | 2.5 | 3着 | 3.5 | 4着 |
| ---------- | ---- | ------ | ---- | ------ | ----- | ------ | ------ | ---- | --- | --- | --- | --- | --- | --- | --- |
| 勝又健志   | 194  | 543.6  | 2.8  | 76,000 | 27.8% | 53.1%  | 76.3%  | 2.43 | 54  | 0   | 49  | 0   | 45  | 0   | 46  |
| 滝沢和典   | 96   | 128.6  | 1.3  | 79,600 | 22.9% | 47.9%  | 81.3%  | 2.48 | 22  | 0   | 24  | 0   | 31  | 1   | 18  |
| 松ヶ瀬隆弥 | 105  | ▲178.4 | ▲1.7 | 62,300 | 22.9% | 52.4%  | 71.4%  | 2.53 | 24  | 0   | 31  | 0   | 20  | 0   | 30  |
| 二階堂亜樹 | 167  | ▲381.7 | ▲2.3 | 61,100 | 19.2% | 48.5%  | 76.0%  | 2.56 | 32  | 0   | 49  | 0   | 46  | 0   | 40  |
| 二階堂瑠美 | 74   | ▲410.7 | ▲5.6 | 78,500 | 23.0% | 43.2%  | 63.5%  | 2.70 | 17  | 0   | 15  | 1   | 14  | 0   | 27  |
| チーム通算 | 636  | ▲298.6 | ▲0.5 | 79,600 | 23.4% | 49.8%  | 74.7%  | 2.52 | 149 | 0   | 168 | 1   | 156 | 1   | 161 |

### 獲得タイトル
- 4着回避率

滝沢和典 2018-19
勝又健志 2022-23

## 役満
| シーズン | シリーズ   | 通算回          | 日付・曜日・回 | 日付・曜日・回 | 日付・曜日・回 | 局         | 役             | 東家       | 南家     | 西家       | 北家     | 出典   |
| -------- | ---------- | --------------- | -------------- | -------------- | -------------- | ---------- | -------------- | ---------- | -------- | ---------- | -------- | ------ |
| 2018-19  | レギュラー | 第134戦/全140戦 | 2019年2月7日   | 木             | 第2戦          | 東4局      | 大三元         | 佐々木寿人 | 茅森早香 | 滝沢和典   | 園田賢   | [ 20 ] |
| 2022-23  | レギュラー | 第148戦/全188戦 | 2023年2月14日  | 火             | 第2戦          | 南1局2本場 | 四暗刻（単騎） | 魚谷侑未   | 村上淳   | 二階堂亜樹 | 小林剛   | [ 21 ] |
| 2024-25  | レギュラー | 第94戦/全216戦  | 2024年12月5日  | 木             | 第2戦          | 東2局      | 四暗刻         | 二階堂瑠美 | 茅森早香 | 堀慎吾     | 渡辺太   | [ 22 ] |
| 2024-25  | レギュラー | 第198戦/全216戦 | 2025年3月13日  | 木             | 第2戦          | 南2局      | 国士無双       | 渡辺太     | 松本吉弘 | 中田花奈   | 勝又健志 | [ 23 ] |

 和了者 　 放銃者 

## ドラフト会議指名選手オーディション（2021年）
チーム創設より3名体制であったEX風林火山はMリーグ2021-22に所属選手を4名に増やすことを発表し、2021年4月17日から7月23日までドラフト会議に向けて、選手オーディションを開催した。なお、オーディション開催決定時点では滝沢和典の契約満了は想定されておらず、あくまでも「現行の3名に1名を追加する」前提で開催され､オーディションの勝者は1名とされた。

### 選考形式（2021年）
一般公募による予選大会の上位6名にワイルドカードの2名を加えた8名がファン投票ポイントを加算して準決勝を戦い、上位4名が決勝を戦う。
1次審査（2021年4月17日-30日）
書類選考。2021年10月1日時点で18-49歳のMリーグ参加5団体所属プロ雀士が対象とされた。
雀士からのエントリー終了後にMリーグ参加5団体と個別協議し、団体推薦選手を選考した。
2次審査（2021年5月20日-7月4日）
4回戦4節（計16半荘）のリーグ戦形式による予選会。
素点・順位点の累積に加え、団体推薦者（50pt）、2015年以降のタイトル保持者（応募時の申告数字を基として獲得賞金÷100,000＝pt、タイトル保持者は2倍換算）、SNSフォロワー数（10,000人につき10pt、上限200pt）の加算ポイントがある。
3次審査（2021年7月5日-11日）
ファン投票。オフィシャルサポーター及びオンラインサロン会員に会員資格ごとに10-300ptの持ち点を与え、最終獲得ポイントを1／100して持ちポイントとする（上限100ptまで）。
4次審査（準決勝、2021年7月12、13、15、16日）
4回戦2節（計8半荘）のリーグ戦形式による対局。
2次審査ポイントの半分にファン投票のポイントを加点して持ち点とした。
1,2位は決勝に進出。3-6位は敗者復活戦として半荘3回戦を行い、上位2名が進出。
最終審査（決勝、2021年7月23日）
6回戦（計6半荘）による対局。
4次審査ポイントの半分を持ち点とした。
最終的にポイント最上位の者が指名権獲得。

### 結果（2021年）

#### 予選（2021年）
- 2021年5月20日から7月4日までリーグ戦形式で行われた。
- 5月20日、大槻眞衣子が2回戦に四暗刻を自摸和了った[25]。
- 7月4日、松ヶ瀬隆弥が4回戦南3局に四暗刻を自摸和了った[26]。

- 団体名横に「†」がある者は団体推薦により出場した選手。

| #  | 活動名     | 団体      | 合計pt | 加算pt | 第1節 | 第2節  | 第3節  | 第4節 |
| -- | ---------- | --------- | ------ | ------ | ----- | ------ | ------ | ----- |
| 1  | 小沼翔     | RMU       | 545.2  | 0.0    | 206.6 | 220.0  | 137.2  | ▲18.6 |
| 2  | 友添敏之   | 最高位戦  | 526.1  | 0.0    | ▲5.5  | 204.9  | 102.1  | 224.6 |
| 3  | 浜野太陽   | 連盟      | 486.3  | 0.0    | 120.2 | 196.6  | 18.0   | 151.5 |
| 4  | 坂本大志   | 最高位戦† | 445.3  | 62.0   | ▲88.9 | 146.9  | 59.2   | 266.1 |
| 5  | 松ヶ瀬隆弥 | RMU†      | 427.7  | 58.0   | 45.7  | 229.2  | ▲34.6  | 129.4 |
| 6  | 平良将太   | 協会      | 400.8  | 0.0    | 6.5   | 108.4  | 177.7  | 108.2 |
| 7  | 矢島亨     | 協会†     | 395.3  | 88.6   | 122.0 | 2.9    | 125.6  | 56.2  |
| 8  | 伊達朱里紗 | 連盟      | 391.1  | 81.0   | ▲70.2 | 177.1  | 100.4  | 102.8 |
| 9  | 森下剛任   | 連盟      | 384.9  | ▲16.0  | 65.5  | 116.6  | 57.5   | 161.3 |
| 10 | 浦野修平   | 連盟      | 384.0  | 0.0    | 53.2  | 113.2  | 100.3  | 117.3 |
| 11 | 澤田唯     | 連盟      | 362.1  | 0.0    | 13.0  | ▲123.0 | 185.9  | 286.2 |
| 12 | 今井伸吾   | 最高位戦  | 325.2  | 0.5    | 152.5 | 104.7  | ▲18.4  | 85.9  |
| 13 | 一井慎也   | 連盟†     | 320.0  | 50.0   | 104.0 | ▲34.4  | 113.8  | 86.6  |
| 14 | 辻本一樹   | 連盟      | 313.1  | 0.0    | 35.9  | 93.3   | 56.8   | 127.1 |
| 15 | 中出雄介   | 麻将連合  | 312.2  | 0.0    | 131.6 | 144.8  | 28.4   | 7.4   |
| 16 | 長村大     | 連盟      | 308.7  | 0.0    | 51.5  | 113.9  | 192.3  | ▲49.0 |
| 17 | 鈴木優     | 最高位戦  | 299.8  | 1.0    | ▲31.8 | ▲22.9  | 123.7  | 229.8 |
| 18 | 中月裕子   | 協会      | 288.4  | 9.0    | 38.1  | 140.3  | 135.2  | ▲34.2 |
| 19 | 大槻眞衣子 | RMU       | 268.5  | 10.0   | 117.8 | ▲88.0  | ▲0.2   | 228.9 |
| 20 | 菊田政俊   | 連盟      | 255.1  | 4.0    | 93.5  | ▲17.2  | 36.1   | 138.7 |
| 21 | 本田朋広   | 連盟      | 246.9  | 30.0   | ▲18.0 | ▲17.9  | 204.6  | 48.2  |
| 22 | 大島麻美   | 協会†     | 245.6  | 56.0   | 228.1 | ▲24.7  | 9.1    | ▲22.9 |
| 23 | 宮崎和樹   | 協会      | 241.0  | 0.0    | ▲44.2 | 105.9  | 103.9  | 75.4  |
| 24 | 西川淳     | 連盟†     | 239.8  | 50.0   | ▲82.0 | 50.5   | 110.7  | 110.6 |
| 25 | 都美       | 協会      | 236.6  | 28.2   | 82.9  | 212.3  | ▲145.1 | 58.3  |
| 26 | 宍戸涼     | 協会      | 234.3  | 0.0    | 44.9  | ▲9.1   | 117.2  | 81.3  |
| 27 | 岩崎啓悟   | 協会      | 216.1  | 2.0    | 76.2  | 25.9   | 115.0  | ▲3.0  |
| 28 | 小車祥     | 連盟      | 214.3  | 0.0    | 127.8 | 70.6   | 43.1   | ▲27.2 |
| 29 | 黒澤耕一郎 | 麻将連合  | 212.9  | 3.0    | 87.0  | 113.1  | ▲94.7  | 104.5 |
| 30 | 藤原健     | 麻将連合  | 209.5  | 0.3    | 22.4  | 35.0   | ▲7.3   | 159.1 |

#### 準決勝（2021年）
- 2021年7月12日から7月16日まで行われた。
- リーグ戦形式予選会のポイントの半分を準決勝へ持ち越し。

| # | 活動名     | 合計pt | 持ち越し | 投票 |
| - | ---------- | ------ | -------- | ---- |
| 1 | 友添敏之   | 535.3  | 263.1    | 44.0 |
| 2 | 松ヶ瀬隆弥 | 426.8  | 213.9    | 62.9 |
| 3 | 本田朋広   | 246.9  | 123.5    | 35.0 |
| 4 | 浜野太陽   | 214.0  | 243.2    | 34.1 |
| 5 | 小沼翔     | 209.2  | 272.6    | 3.5  |
| 6 | 坂本大志   | 144.0  | 222.7    | 34.8 |
| 7 | 平良将太   | 117.4  | 200.4    | 38.6 |
| 8 | 長村大     | 80.7   | 154.4    | 27.6 |

| 配信日    | 曜 | 回戦    | 1位        | 1位  | 2位        | 2位  | 3位        | 3位   | 4位      | 4位   | 実況     | 解説       |
| 配信日    | 曜 | 回戦    | 選手       | Pt   | 選手       | Pt   | 選手       | Pt    | 選手     | Pt    | 実況     | 解説       |
| --------- | -- | ------- | ---------- | ---- | ---------- | ---- | ---------- | ----- | -------- | ----- | -------- | ---------- |
| 2021/7/12 | 月 | 第1回戦 | 友添敏之   | 74.8 | 松ヶ瀬隆弥 | 9.1  | 平良将太   | ▲31.0 | 小沼翔   | ▲52.9 | 日吉辰哉 | 二階堂亜樹 |
| 2021/7/12 | 月 | 第2回戦 | 長村大     | 83.5 | 本田朋広   | 29.6 | 浜野太陽   | ▲41.2 | 坂本大志 | ▲71.9 | 日吉辰哉 | 二階堂亜樹 |
| 2021/7/12 | 月 | 第3回戦 | 松ヶ瀬隆弥 | 66.9 | 小沼翔     | 5.0  | 本田朋広   | ▲21.4 | 浜野太陽 | ▲50.5 | 日吉辰哉 | 二階堂亜樹 |
| 2021/7/12 | 月 | 第4回戦 | 平良将太   | 54.3 | 友添敏之   | 14.2 | 坂本大志   | ▲5.9  | 長村大   | ▲62.6 | 日吉辰哉 | 二階堂亜樹 |
| 2021/7/13 | 火 | 第1回戦 | 浜野太陽   | 52.1 | 友添敏之   | 4.3  | 平良将太   | ▲16.2 | 本田朋広 | ▲40.2 | 松嶋桃   | 二階堂亜樹 |
| 2021/7/13 | 火 | 第2回戦 | 長村大     | 76.7 | 小沼翔     | 16.5 | 浜野太陽   | ▲32.9 | 本田朋広 | ▲60.3 | 松嶋桃   | 二階堂亜樹 |
| 2021/7/13 | 火 | 第3回戦 | 友添敏之   | 88.7 | 平良将太   | 7.4  | 松ヶ瀬隆弥 | ▲27.8 | 坂本大志 | ▲68.3 | 松嶋桃   | 二階堂亜樹 |
| 2021/7/13 | 火 | 第4回戦 | 坂本大志   | 72.1 | 小沼翔     | 20.0 | 松ヶ瀬隆弥 | ▲29.2 | 長村大   | ▲62.9 | 松嶋桃   | 二階堂亜樹 |
| 2021/7/15 | 木 | 第1回戦 | 友添敏之   | 51.9 | 小沼翔     | 7.9  | 坂本大志   | ▲17.9 | 長村大   | ▲41.9 | 松嶋桃   | 勝又健志   |
| 2021/7/15 | 木 | 第2回戦 | 本田朋広   | 96.2 | 松ヶ瀬隆弥 | 3.4  | 浜野太陽   | ▲27.6 | 平良将太 | ▲72.0 | 松嶋桃   | 勝又健志   |
| 2021/7/15 | 木 | 第3回戦 | 友添敏之   | 54.1 | 浜野太陽   | 4.3  | 坂本大志   | ▲16.6 | 小沼翔   | ▲41.8 | 松嶋桃   | 勝又健志   |
| 2021/7/15 | 木 | 第4回戦 | 本田朋広   | 88.2 | 松ヶ瀬隆弥 | 6.5  | 長村大     | ▲27.5 | 平良将太 | ▲67.2 | 松嶋桃   | 勝又健志   |
| 2021/7/16 | 金 | 第1回戦 | 平良将太   | 51.2 | 本田朋広   | 5.3  | 坂本大志   | ▲16.5 | 小沼翔   | ▲40.0 | 松嶋桃   | 二階堂亜樹 |
| 2021/7/16 | 金 | 第2回戦 | 松ヶ瀬隆弥 | 61.5 | 友添敏之   | 9.2  | 浜野太陽   | ▲24.4 | 長村大   | ▲46.3 | 松嶋桃   | 二階堂亜樹 |
| 2021/7/16 | 金 | 第3回戦 | 松ヶ瀬隆弥 | 59.6 | 小沼翔     | 18.4 | 本田朋広   | ▲9.0  | 友添敏之 | ▲69.0 | 松嶋桃   | 二階堂亜樹 |
| 2021/7/16 | 金 | 第4回戦 | 浜野太陽   | 56.9 | 坂本大志   | 11.5 | 長村大     | ▲20.3 | 平良将太 | ▲48.1 | 松嶋桃   | 二階堂亜樹 |

| # | 活動名   | 合計pt | 第1回戦 | 第2回戦 | 第3回戦 |
| - | -------- | ------ | ------- | ------- | ------- |
| 1 | 小沼翔   | 81.4   | 15.3    | 65.7    | 0.4     |
| 2 | 本田朋広 | 4.8    | ▲8.3    | ▲55.0   | 68.1    |
| 3 | 浜野太陽 | ▲1.0   | 64.8    | ▲20.8   | ▲45.0   |
| 4 | 坂本大志 | ▲85.2  | ▲71.8   | 10.1    | ▲23.5   |

| 配信日    | 曜 | 回戦    | 1位      | 1位  | 2位      | 2位  | 3位      | 3位   | 4位      | 4位   | 実況     | 解説     |
| 配信日    | 曜 | 回戦    | 選手     | Pt   | 選手     | Pt   | 選手     | Pt    | 選手     | Pt    | 実況     | 解説     |
| --------- | -- | ------- | -------- | ---- | -------- | ---- | -------- | ----- | -------- | ----- | -------- | -------- |
| 2021/7/18 | 日 | 第1回戦 | 浜野太陽 | 64.8 | 小沼翔   | 15.3 | 本田朋広 | ▲8.3  | 坂本大志 | ▲71.8 | 日吉辰哉 | 勝又健志 |
| 2021/7/18 | 日 | 第2回戦 | 小沼翔   | 65.7 | 坂本大志 | 10.1 | 浜野太陽 | ▲20.8 | 本田朋広 | ▲55.0 | 日吉辰哉 | 勝又健志 |
| 2021/7/18 | 日 | 第3回戦 | 本田朋広 | 68.1 | 小沼翔   | 0.4  | 坂本大志 | ▲23.5 | 浜野太陽 | ▲45.0 | 日吉辰哉 | 勝又健志 |

#### 決勝（2021年）
- 2021年7月23日に行われた。
- 準決勝のポイントの半分を決勝へ持ち越し。
- 松ヶ瀬隆弥が第4回戦東4局1本場で、友添敏之から四暗刻を単騎待ちで和了った[59]。

| # | 活動名     | 合計pt | 持ち越し | 第1回戦 | 第2回戦 | 第3回戦 | 第4回戦 | 第5回戦 | 第6回戦 |
| - | ---------- | ------ | -------- | ------- | ------- | ------- | ------- | ------- | ------- |
| 1 | 松ヶ瀬隆弥 | 281.4  | 213.4    | ▲23.0   | 88.9    | ▲26.9   | 67.3    | ▲12.9   | ▲25.4   |
| 2 | 本田朋広   | 225.5  | 123.5    | 72.6    | 6.2     | 76.8    | ▲17.8   | 13.1    | ▲48.9   |
| 3 | 小沼翔     | 196.0  | 104.6    | ▲49.6   | ▲21.7   | 17.8    | 22.8    | 55.4    | 66.7    |
| 4 | 友添敏之   | 6.3    | 267.7    | 0.0     | ▲73.4   | ▲67.7   | ▲72.3   | ▲55.6   | 7.6     |

| 配信日    | 曜 | 回戦    | 1位        | 1位  | 2位      | 2位  | 3位        | 3位   | 4位      | 4位   | 実況   | 解説     |
| 配信日    | 曜 | 回戦    | 選手       | Pt   | 選手     | Pt   | 選手       | Pt    | 選手     | Pt    | 実況   | 解説     |
| --------- | -- | ------- | ---------- | ---- | -------- | ---- | ---------- | ----- | -------- | ----- | ------ | -------- |
| 2021/7/23 | 金 | 第1回戦 | 本田朋広   | 72.6 | 友添敏之 | 0.0  | 松ヶ瀬隆弥 | ▲23.0 | 小沼翔   | ▲49.6 | 松嶋桃 | 金太賢   |
| 2021/7/23 | 金 | 第2回戦 | 松ヶ瀬隆弥 | 88.9 | 本田朋広 | 6.2  | 小沼翔     | ▲21.7 | 友添敏之 | ▲73.4 | 松嶋桃 | 金太賢   |
| 2021/7/23 | 金 | 第3回戦 | 本田朋広   | 76.8 | 小沼翔   | 17.8 | 松ヶ瀬隆弥 | ▲26.9 | 友添敏之 | ▲67.7 | 松嶋桃 | 金太賢   |
| 2021/7/23 | 金 | 第4回戦 | 松ヶ瀬隆弥 | 67.3 | 小沼翔   | 22.8 | 本田朋広   | ▲17.8 | 友添敏之 | ▲72.3 | 松嶋桃 | 勝又健志 |
| 2021/7/23 | 金 | 第5回戦 | 小沼翔     | 55.4 | 本田朋広 | 13.1 | 松ヶ瀬隆弥 | ▲12.9 | 友添敏之 | ▲55.6 | 松嶋桃 | 勝又健志 |
| 2021/7/23 | 金 | 第6回戦 | 小沼翔     | 66.7 | 友添敏之 | 7.6  | 松ヶ瀬隆弥 | ▲25.4 | 本田朋広 | ▲48.9 | 松嶋桃 | 勝又健志 |

以上の結果、松ヶ瀬隆弥が勝者となり、EX風林火山からの指名権を獲得した。

## IKUSA

### 2023年
EX風林火山『IKUSA』は、EX風林火山が2023-24シーズンのチーム力強化のために採用する「スペシャルスパーリングパートナー (SSP)」選考のために2023年に実施したオーディション大会。この大会は、2022-23シーズン終了後にチームに欠員が生じた場合（レギュレーションに基づく強制入れ替えなど）は新入団選手選考オーディションに切り替えられることになっていた。なお、「IKUSA」ではアマチュアを対象とした大会を並行して実施し、「IKUSA」がSSP選考大会として行われる場合はアマチュア大会優勝者がプロ大会の準決勝参加権を得ることとした。
レギュレーションは概ね2021年のドラフト会議指名選手オーディションに準じていたが、予選会から本大会（準決勝）へは個人ポイントを持ち越さず、事前の優勝予想で1位の選手にのみ開始時に50ポイントを与える形となった。
選手入れ替えが発生しなかったためSSP選考大会として実施され、プロ208名とアマチュアが参加して行われた。
| #  | 活動名   | 団体     | 合計pt | 加算pt | 第1節 | 第2節 | 第3節 | 第4節 |
| -- | -------- | -------- | ------ | ------ | ----- | ----- | ----- | ----- |
| 1  | 一瀬由梨 | 連盟     | 456.2  | 11.0   | 165.0 | 137.3 | 70.2  | 72.7  |
| 2  | 一井慎也 | 連盟     | 452.2  | 53.0   | 98.8  | 41.1  | 109.7 | 149.6 |
| 3  | 浅井堂岐 | 協会     | 446.7  | 112.6  | 9.6   | 242.2 | 49.7  | 32.6  |
| 4  | 逢川恵夢 | 協会     | 401.9  | 83.5   | ▲45.2 | 103.6 | 147.5 | 112.5 |
| 5  | 佐藤孝行 | 連盟     | 400.8  | 0.0    | 68.8  | 135.0 | 190.3 | 6.7   |
| 6  | 志岐祐大 | 最高位戦 | 390.7  | 0.0    | 108.1 | 102.2 | 40.2  | 140.2 |
| 7  | 早川健太 | 連盟     | 383.0  | 55.0   | 79.8  | 46.8  | 82.9  | 118.5 |
| 8  | 角葉子   | RMU      | 376.7  | 1.7    | ▲29.3 | 114.6 | 25.4  | 264.3 |
| 9  | 田村良介 | 連盟     | 365.3  | 0.0    | 135.9 | 129.7 | 120.2 | ▲20.5 |
| 10 | 竹内元太 | 最高位戦 | 357.6  | 112.0  | 4.1   | 81.7  | 1.0   | 158.8 |
| 11 | ニコラス | 協会     | 355.3  | 0.3    | 51.6  | ▲48.1 | 184.4 | 167.1 |
| 12 | 矢島亨   | 協会     | 350.1  | 103.2  | 155.9 | ▲16.3 | 121.9 | ▲14.6 |
| 13 | 浜野太陽 | 連盟     | 349.9  | 63.7   | 70.8  | 18.4  | 117.7 | 79.3  |
| 14 | 伊藤大輝 | 最高位戦 | 320.6  | 0.0    | 28.7  | 17.7  | 115.6 | 158.6 |
| 15 | 外嶋諒汰 | 連盟     | 305.7  | 0.6    | 37.6  | 20.2  | 76.8  | 170.5 |
| 16 | 椿彩奈   | 協会     | 301.0  | 109.5  | 185.7 | ▲55.2 | ▲28.3 | 89.3  |
| 17 | 塚田悠介 | 連盟     | 295.9  | 0.0    | 125.4 | ▲14.1 | 107.5 | 77.1  |
| 18 | 高橋大輔 | 連盟     | 283.0  | 0.0    | 166.8 | 15.2  | 85.4  | 15.6  |
| 19 | 古川彩乃 | 連盟     | 277.3  | 0.0    | 215.6 | 96.0  | ▲70.7 | 36.4  |
| 20 | 川上貴史 | 最高位戦 | 275.4  | 0.0    | ▲27.6 | 209.0 | 166.9 | ▲72.9 |

| # | 活動名   | 所属団体       | 合計pt | 予想 | 1     | 2     | 3     | 4     | 5     | 6     | 7     | 8     | 9     | 10    | 11    | 12    | 13    | 14    | 15    | 16    |
| - | -------- | -------------- | ------ | ---- | ----- | ----- | ----- | ----- | ----- | ----- | ----- | ----- | ----- | ----- | ----- | ----- | ----- | ----- | ----- | ----- |
| 1 | 志岐祐大 | 最高位戦       | 115.5  |      |       | 5.8   |       | 47.8  | ▲14.4 |       | ▲41.5 |       |       | ▲53.7 |       | 70.9  | 18.3  |       |       | 65.6  |
| 2 | 一井慎也 | 連盟           | 88.6   |      |       | ▲58.0 |       | 6.7   | 60.9  |       |       | 21.1  | 68.9  |       | ▲70.5 |       |       | ▲12.3 | 71.8  |       |
| 3 | しゅも   | （アマチュア） | 62.7   |      | ▲16.4 |       | 18.0  |       | ▲56.8 |       | 88.9  |       | 2.6   |       |       | 19.1  |       | 9.7   |       | ▲2.4  |
| 4 | 逢川恵夢 | 協会           | 43.3   |      |       | ▲26.4 | 59.9  |       |       | 20.7  | 35.2  |       |       | 16.7  | 19.8  |       |       | ▲56.9 |       | ▲25.7 |
| 5 | 早川健太 | 連盟           | ▲3.2   |      | 13.5  |       |       | ▲16.7 |       | ▲10.2 |       | 65.6  |       | ▲25.9 |       | ▲34.8 |       | 59.5  |       | ▲54.2 |
| 6 | 一瀬由梨 | 連盟           | ▲52.2  |      | 57.9  |       |       | ▲37.8 |       | ▲78.1 | ▲82.6 |       | ▲51.3 |       | 63.1  |       | 64.5  |       | 11.9  |       |
| 7 | 浅井堂岐 | 協会           | ▲84.6  | 50.0 | ▲55.0 |       | ▲25.1 |       | 10.3  |       |       | ▲73.5 |       | 62.9  | ▲12.4 |       | ▲26.6 |       | ▲15.2 |       |
| 8 | 佐藤孝行 | 連盟           | ▲119.9 |      |       | 78.6  | ▲52.8 |       |       | 67.6  |       | ▲13.2 | ▲20.2 |       |       | ▲55.2 | ▲56.2 |       | ▲68.5 |       |

| # | 活動名   | 合計pt | 持ち越し | 第1回戦 | 第2回戦 | 第3回戦 | 第4回戦 | 第5回戦 | 第6回戦 |
| - | -------- | ------ | -------- | ------- | ------- | ------- | ------- | ------- | ------- |
| 1 | 一井慎也 | 231.9  | 44.3     | 55.1    | 23.8    | ▲17.9   | 60.5    | 55.3    | 10.8    |
| 2 | 志岐祐大 | 69.0   | 57.7     | ▲13.1   | 53.9    | 65.4    | ▲19.8   | ▲50.6   | ▲34.5   |
| 3 | しゅも   | ▲28.7  | 33.8     | 7.8     | ▲28.1   | 8.0     | 5.1     | 9.1     | ▲61.9   |
| 4 | 逢川恵夢 | ▲117.3 | 21.6     | ▲49.8   | ▲59.6   | ▲55.5   | ▲13.8   | ▲55.6   | 85.6    |

以上の結果、一井慎也が優勝し、SSPの権利を獲得した。

### 2024年
2024年も引き続きIKUSAを開催。決勝卓には渡邉翔士己（連盟）、永井孝典（最高位戦）、覚野陽生（連盟）、佐々木康彦（最高位戦）の4名が残った。
| # | 活動名     | 合計pt | 第1回戦 | 第2回戦 | 第3回戦 | 第4回戦 |
| - | ---------- | ------ | ------- | ------- | ------- | ------- |
| 1 | 永井孝典   | 129.5  | 58.9    | 13.6    | ▲12.5   | 69.5    |
| 2 | 覚野陽生   | 21.5   | ▲42.7   | 54.1    | 7.6     | 2.5     |
| 3 | 渡邉翔士己 | ▲38.4  | ▲22.3   | ▲48.6   | 57.0    | ▲24.5   |
| 4 | 佐々木康彦 | ▲117.6 | 6.1     | ▲19.1   | ▲52.1   | ▲52.5   |

以上の結果、永井孝典が優勝した。

### 2025年
2025年も引き続きIKUSAを開催。決勝卓には篠原冴美（連盟）、野島渚（最高位戦）、どうみき（協会）、浜野太陽（連盟）の4名が残った。
| # | 活動名   | 合計pt | 第1回戦 | 第2回戦 | 第3回戦 |
| - | -------- | ------ | ------- | ------- | ------- |
| 1 | 篠原冴美 | 105.4  | 50.5    | 3.7     | 51.2    |
| 2 | 野島渚   | ▲7.6   | ▲44.0   | 82.3    | ▲45.9   |
| 3 | 浜野太陽 | ▲35.0  | ▲14.8   | ▲30.1   | 9.9     |
| 4 | どうみき | ▲62.8  | 8.3     | ▲55.9   | ▲15.2   |

以上の結果、篠原冴美が優勝、同年開催のドラフト会議指名選手オーディションの出場権を獲得した。

## ドラフト会議指名選手オーディション（2025年）
2024-25シーズン終了後に2名と契約満了としたため、このうち1名を補充するためのオーディション大会を開催することが明らかにされた。
具体的にはスペシャルスパーリングパートナー選出のために開催されていたIKUSA2025がそのままオーディションの予選大会となり、同大会優勝者の篠原冴美とIKUSA2024優勝者の永井孝典に推薦選手6名を加えた8名で準決勝を開催し、上位3名にIKUSA2023優勝者の一井慎也を加えた4名で決勝を開催、優勝者が指名権獲得となる。
2025年4月20日、オーディション大会に出場する推薦選手6名のうち5名が新井啓文（最高位戦）、魚谷侑未（連盟）、河野直也（最高位戦）、村上淳（最高位戦）下石戟（協会）に決まったことが明らかにされた。魚谷と村上は元Mリーガーで、新井と下石は同時期に開催されるBEAST Xのメンバー入替オーディションにも出場する。なお、推薦選手の残り1名は「ミスターX」として後日発表となっていたが、5月19日に「ミスターX」が同日にKADOKAWAサクラナイツとの契約満了が発表された内川幸太郎（連盟）であることが明らかにされた。
オーディション大会は以下の方式で実施される。試合は全てMリーグルールで実施され、ポイントの持ち越しは行わない。
準決勝初日
全8選手が半荘4回戦（1人2半荘）を戦い、2戦合計ポイントの上位6名が準決勝最終日に進出（2名脱落）
準決勝最終日
当初は初日を勝ち上がった6選手により争われる予定だったが、河野直也が体調不良により準決勝最終日を辞退したため、レギュレーションが急遽下記の通りに変更された。
- 初日を勝ち上がった6選手のうち、河野を除いた5選手が半荘5回戦（1人4半荘）を行う。
- 4戦合計ポイントの最上位者が決勝へ進出。
- 残りの4名がさらに2半荘（6回戦・7回戦）を行い、2戦合計ポイントの上位2名が決勝へ進出。

当初は下記のレギュレーションで行われる予定だった。
- 初日を勝ち上がった6選手が半荘8回戦を行う。
- 準決勝初日の順位を元に半荘6回戦（1人4半荘）を戦い、4戦合計ポイントで暫定順位を付与する。
- 6回戦終了時点での上位4名が半荘（7回戦）を戦い、この半荘での上位2名が決勝進出。
- 7回戦終了時点で決勝進出が決まっていない4名（6回戦終了時点での下位2名+7回戦の下位2名）が半荘（8回戦）を戦い、この半荘での最上位が決勝進出。

決勝
準決勝を勝ち上がった3名と一井慎也を加えた4名で半荘3回戦を戦い、合計ポイント最上位が優勝。
| 選手名     | 計    | 1     | 2     | 3     | 4     |
| ---------- | ----- | ----- | ----- | ----- | ----- |
| 内川幸太郎 | 108.3 | 51.8  |       | 56.5  |       |
| 魚谷侑未   | 79.2  |       | 16.6  |       | 62.6  |
| 村上淳     | 70.8  |       | 59.4  | 11.4  |       |
| 下石戟     | 13.6  | 10.1  |       |       | 3.5   |
| 永井孝典   | ▲42.7 |       | ▲22.6 |       | ▲20.1 |
| 河野直也   | ▲68.3 | ▲16.6 |       | ▲51.7 |       |
| 篠原冴美   | ▲69.6 |       | ▲53.4 | ▲16.2 |       |
| 新井啓文   | ▲91.3 | ▲45.3 |       |       | ▲46.0 |

| 選手名     | 計    | 1     | 2     | 3     | 4     | 5     |
| ---------- | ----- | ----- | ----- | ----- | ----- | ----- |
| 魚谷侑未   | 155.0 | 66.5  | 49.8  | 68.0  |       | ▲28.3 |
| 永井孝典   | 68.8  |       | ▲42.0 | ▲26.5 | 55.0  | 82.3  |
| 下石戟     | ▲43.8 | 7.9   | ▲16.2 |       | 13.6  | ▲49.1 |
| 村上淳     | ▲89.2 | ▲24.7 | 8.4   | ▲55.5 | ▲17.4 |       |
| 内川幸太郎 | ▲90.8 | ▲48.7 |       | 14.0  | ▲51.2 | ▲4.9  |
| 河野直也   | 辞退  |       |       |       |       |       |

| 選手名     | 計    | 6     | 7     |
| ---------- | ----- | ----- | ----- |
| 下石戟     | 125.8 | 60.5  | 65.3  |
| 永井孝典   | ▲12.4 | 5.6   | ▲18.0 |
| 村上淳     | ▲44.9 | ▲48.0 | 3.1   |
| 内川幸太郎 | ▲68.5 | ▲18.1 | ▲50.4 |

| 選手名   | 計     | 1     | 2     | 3     |
| -------- | ------ | ----- | ----- | ----- |
| 永井孝典 | 71.5   | ▲45.1 | 56.1  | 60.5  |
| 一井慎也 | 21.4   | 10.1  | 7.8   | 3.5   |
| 下石戟   | 16.3   | 51.2  | ▲15.8 | ▲19.1 |
| 魚谷侑未 | ▲109.2 | ▲16.2 | ▲48.1 | ▲44.9 |

以上の結果、永井孝典が優勝し、EX風林火山からの指名権を獲得した。

## チームスポンサー
2020-21シーズン
- 大衆酒場なんしゅう家[78]
- まんまるハウス[79]